# Cheribizo
Il Cheribizo (sottotitolato Somario de tutte le professioni & arte milanese con diversi Sonetti in lingua rozza, & un'Echo) è un libretto anonimo in lingua lombarda, pubblicato a Milano nel 1624.
Scritto in un misto tra milanese e bergamasco, si suppone sia stato scritto da Bernardo Rainoldi, nominato anche da Bernardino Biondelli e autore di altri libretti in lombardo.
Il libretto tratta di un uomo che promette alla propria fidanzata, chiamata Togna, di regalarle Milano e tutte le sue grandezze, che descrive con minuzia nell'opera, con l'obiettivo di mostrare la città ambrosiana come operosa, bella, grande e ricca.

## Incipit
Togna polida, honesta, s'al ve pias

cetam per vost marit, a voi donaf

ol più garbat present che sia stat

donat a qual se voia dona mai.

Quest don ì da savì che l'è un baslot

de crestal montagnul tut intaiat

per man de Nibalin che no gh'à par.

Ul tai è quest, che dent ghe vedarì

la nobile Citat dol gran Milan

che fu da tut nomat l'Ambrusa Val.